# ۸۵ (میلادی)
۸۵ (میلادی) هشتاد و پنجمین سال تقویم میلادی است.

## رویدادها
بر اساس مکان
امپراتوری روم
- امپراتور دومیتیان حمله داسی‌ها به موئسیا را دفع کرد.[۱]
- داسیایی‌ها تحت فرمان دِکابالوس از این سال تا ۸۸ یا ۸۹ میلادی درگیر دو جنگ علیه رومیان شدند.[۲]
- دومیتیان خود را مادام‌العمر به عنوان سانسورچی منصوب می‌کند، که به او حق کنترل سنا را می‌دهد. گرایش‌های تمامیت‌خواهانه او، اشرافیت سناتوری را به شدت در مقابل او قرار می‌دهد.[۳]

آسیا
- باکجه به حومه شیلا در شبه جزیره کره حمله کرد. جنگ تا زمان پیمان صلح سال ۱۰۵ ادامه یافت.[۴]

## زادگان
- مارسیون سینوپی، متکلم یونانی و بنیانگذار فرقه مارسیونیسم (متوفی ۱۶۰)[۵]
- ویبیا ماتیدیا (جوان)، زن نجیب‌زاده رومی (تاریخ تقریبی)[۶]

## درگذشتگان
- گایوس اوپیوس سابینوس، سیاستمدار و فرماندار رومی[۷]

- لوسیوس میندیوس، سیاستمدار و اشراف رومی

- تیتوس آتیلیوس روفوس، سیاستمدار و فرماندار رومی